# آشفته شیرازی
محمدکاظم آشفته شیرازی، از شاعران قاجار در سال‌های ۱۲۰۰ ه‍.ق تا ۱۲۸۸ ه‍.ق بود. او در شیراز چشم گشود و در خراسان منصبی دولتی یافت. وی پس از چهارسال به شیراز برگشت و به کشاورزی پرداخت.

## سرگذشت
محمدکاظم آشفته شیرازی از شاعران صاحب منصب عصر قاجار بود که به سال ۱۲۰۰ ه‍.ق مصادف با ۱۷۸۵ میلادی در شهر شیراز به دنیا آمد. وی فرزند محمد جعفر کدخدا بود و در خانواده‌ای سرشناس و متمکن به دنیا آمد. او در دوران جوانی، علم عروض و محاسبات دفتری را آموخت و با ادبیات فارسی و علوم ادبی عربی آشنا شد. وی در خوشنویسی خط نستعلیق شکسته متبحر بود. او به جهت جایگاه خانواده و همین‌طور دانش‌ها و تبحرهایش، توانست در دستگاه دیوانی ترقی کند. وی در سال ۱۲۷۰ ه‍.ق مصادف با ۱۸۵۳ میلادی و پس از انتقال حسام السلطنه مرادمیرزا از فرمانروایی فارس به ولایت خراسان، آشفته شیرازی به خراسان نقل مکان کرد و به کلانتری مشهد و منصب امارت دیوان خانه عدلیه خراسان منصوب شد. وی به مدت چهار سال در این مقام‌ها باقی ماند تا آنکه مجدد به شیراز بازگشت. او در شیراز به کشاورزی مشغول شد و در این کار، به موفقیت‌هایی دست یافت. او کارهای سودمندی چون آوردن آب از رودخانه کردستان به شهر بهبهان را رقم زد. تاریخ مرگ او را ۱۲۸۸ ه‍.ق مصادف با ۱۸۷۱ میلادی گزارش کرده‌اند.

## باورها و اشعار
آشفته شیرازی به خاندان پیامبر اسلام ارادت و اعتقاد ویژه‌ای داشت و در مراسم تعزیه‌داری و برپاردن مجالس یادبود بزرگان دین کوشا بود. او در میان سبک‌های شعری، بیشتر غزل، قصیده و مرثیه می‌سرود. چکامه‌ای از او که به مدح علی بن ابی‌طالب اختصاص دارد، از آثار برجسته او به‌شمار می‌رود. این چکامه به سال ۱۲۷۷ ه‍.ق مصادف با ۱۸۶۰ میلادی، به هنگام ولادت مویدالدوله ابوالفتح میرزا در شیراز سروده شده و در پایان آن مدح ناصرالدین شاه قاجار و مویدالدوله آمده‌است. از دیگر آثار برجسته او، ملمع او در وصف جوانی است که آشفته شیرازی او را در حج ملاقات کرده‌است.
از لحاظ اشاره به وقایع تاریخی، برخی اشعار آشفته چون قصیده‌اش در وصف زلزله از غزل‌سرایی سعدی و حافظ، پیروی کرده‌است و رباعی نیز از سروده‌های اوست. احمد دیوان بیگی‌دوست و چندی از تذکره‌نویسان معاصر آشفته، اشعارش را بالغ بر سی هزار بیت دانسته‌اند. دست نوشته‌ای از دیوان او که بالغ بر ۱۵۰۰ بیت را شامل می‌شد، از غزلیات او بوده‌است که تا سال ۱۳۳۷ ه‍.ق مصادف با ۱۹۱۸ میلادی، در شیراز موجود بود. در این خصوص آقابزرگ تهرانی گزارش می‌کند که نسخه ناقصی از دیوان آشفته را که اول و آخر آن از دیوان حذف شده یا افتاده بود، در نزد سید محمد موسی جزایری در نجف دیده‌است. این دیوان به تعبیر آقابزرگ نزدیک به ۷۵۰ بیت بوده‌است. بخشی از اشعار آشفته را دیوان بیگی و رکن‌زاده آدمیت گزارش کرده‌اند.